# Ловкость
Ло́вкость (по Н. А. Бернштейну) — способность двигательно выйти из любого положения, то есть способность справиться с любой возникшей двигательной задачей:
- Правильно (адекватно и точно)
- Быстро (скоро)
- Рационально (целесообразно и экономично)
- Находчиво (изворотливо и инициативно)

В буквальном смысле термину «ловкость» соответствует хорошо развитая мелкая моторика руки.

## Ловкость и координационные способности
Ловкость выражается через совокупность координационных способностей, а также способностей выполнять двигательные действия с необходимой амплитудой движений (подвижностью в суставах). Ловкость воспитывают посредством обучения двигательным действиям и решения двигательных задач, требующих постоянного изменения структуры действий. При обучении обязательным требованием является новизна разучиваемого упражнения и условий его применения. Элемент новизны поддерживают координационной трудностью действия и созданием внешних условий, затрудняющих выполнение упражнения. Решение двигательных задач предполагает выполнение освоенных двигательных действий в незнакомых ситуациях.
Координационные способности — это умение человека наиболее совершенно, быстро, целесообразно, экономно, точно и находчиво решать двигательные задачи, при возникновении сложных и неожиданных ситуаций.
Координационные способности связаны с возможностями управления движениями в пространстве и времени и включают:
- Пространственную ориентировку
- Точность воспроизведения движения по пространственным, силовым и временным параметрам
- Статическое и динамическое равновесие

Пространственная ориентировка подразумевает:
- Сохранение представлений о параметрах изменения внешних условий (ситуаций)
- Умение перестраивать двигательное действие в соответствии с этими изменениями. Человек не просто реагирует на внешнюю ситуацию. Он должен учитывать возможную динамику её изменения, осуществлять прогнозирование предстоящих событий и в связи с этим строить соответствующую программу действий, направленную на достижение положительного результата

Воспроизведение пространственных, силовых и временных параметров движений проявляется в точности выполнения двигательных действий. Их развитие определяется совершенствованием сенсорных (чувствительных) механизмов регуляции движений. Точность пространственных перемещений в различных суставах (простая координация) прогрессивно увеличивается при использовании упражнений на воспроизведение поз, параметры которых задают заранее. Точность воспроизведения силовых и временных параметров двигательного действия характеризуется способностью дифференцировать мышечные усилия по заданию или необходимости, связанной с условиями выполнения данного упражнения. Развитие точности временных параметров движений направлено на совершенствование так называемого чувства времени, то есть умения дифференцировать временные характеристики двигательного действия. Его развитие обеспечивают упражнениями, позволяющими изменять амплитуду движений в большом диапазоне, а также циклическими упражнениями, выполняемыми с различной скоростью передвижения, с использованием технических средств (например, электролидеры, метрономы). Развитию этого качества содействуют упражнения, позволяющие изменять продолжительность движений в большом диапазоне.
В целостном двигательном действии все 3 ведущие координационные способности — точность пространственных, силовых и временных параметров — развиваются одновременно. Вместе с тем, правильно выбранное средство (упражнение) позволяет, акцентировано воздействовать на одну из них. Нарастание утомления ведёт к резкому повышению числа ошибок в точности воспроизведения, и если выполнение упражнения продолжают, то возможно закрепление ошибок. Сохранение устойчивости тела (равновесие) необходимо при выполнении любого двигательного действия. Различают статическое и динамическое равновесия. Первое проявляется при длительном сохранении определённых поз человека (например, стойка на лопатках в гимнастике), второе — при сохранении направленности перемещений человека при непрерывно меняющихся позах (например, передвижение на лыжах). Совершенствование динамического равновесия осуществляют с помощью упражнений циклического характера (например, ходьба или бег по наклонной плоскости с уменьшенной шириной опоры). Вестибулярная устойчивость характеризуется сохранением позы или направленности движений после раздражения вестибулярного аппарата (например, после вращения). В этих целях используют упражнения с поворотами в вертикальном и горизонтальном положениях, кувырки, вращения (например, ходьба по гимнастической скамейке после серии кувырков). Навыки в статическом равновесии формируют посредством постепенного изменения координационной сложности двигательного действия, а в динамическом — за счёт постепенного изменения условий выполнения упражнений.

## В компьютерных играх
Во многих компьютерных играх с элементами RPG ловкость (agility или dexterity) является одним из параметров, определяющих свойства персонажей. Чаще всего, она влияет на вероятность избежания повреждений или их уменьшения и вероятность попадания по врагу, нанесение увеличенного урона, иногда — на количество действий, выполняемых персонажем за единицу времени или хода.